# Listă de semințe comestibile
O varietate mare de specii de plante poate furniza semințe care sunt comestibile. Din cele șase părți principale al unei plante, semințele sunt cea mai importantă sursă de alimentație pentru oameni. Celelalte cinci părți sunt rădăcinile, tulpinile, frunzele, florile, și fructele. Majoritatea semințelor comestibile sunt angiosperme, restul fiind gimnosperme. Cea mai importantă sursă de semințe este reprezentată de cereale, urmată de legume, păstăi și nucifere.
Lista este împărțită în următoarele categorii.

## Cereale (grâne)
- Alac (Triticum monococcum)
- Grâu (genul Triticum)

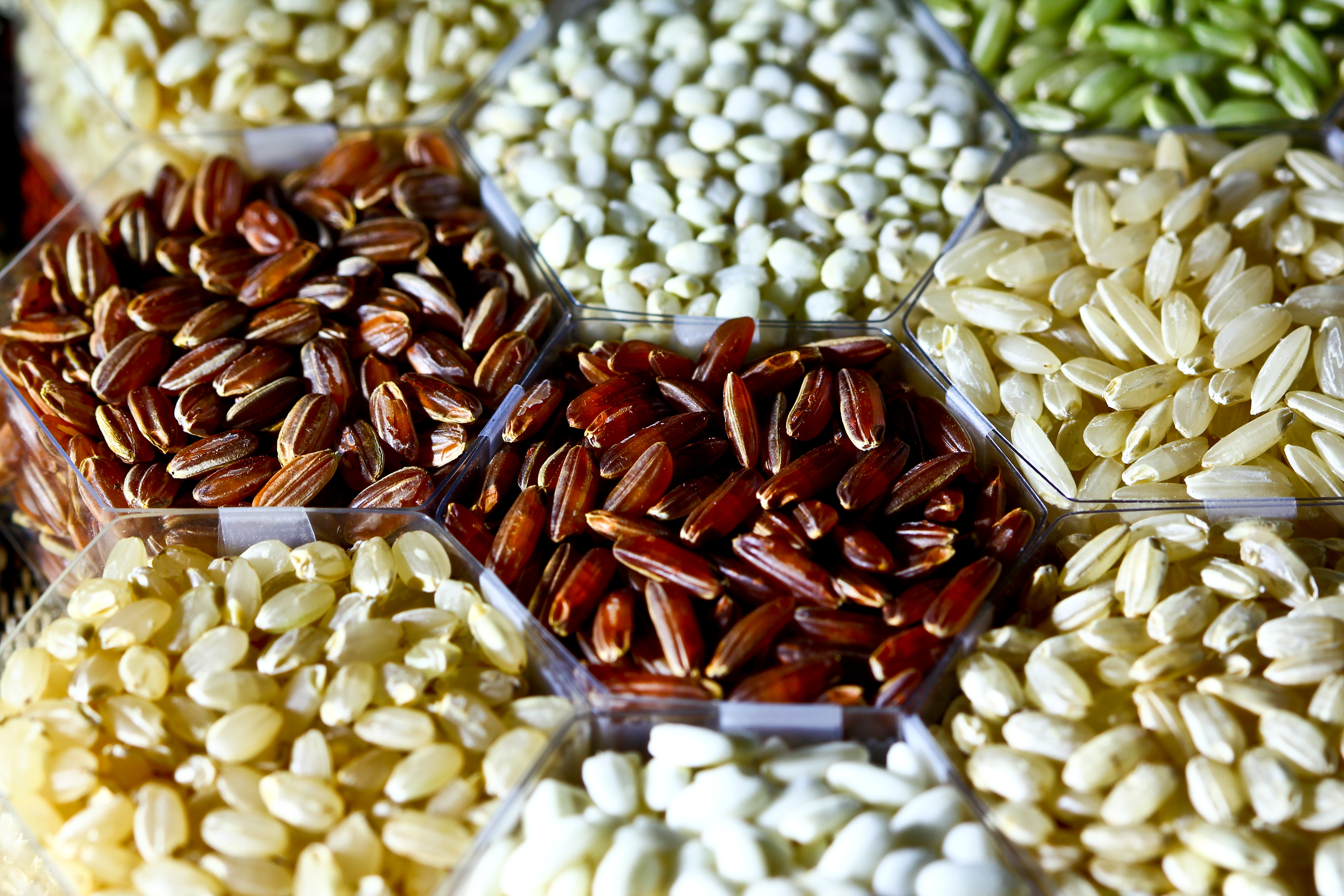
Diverse sortimente de orez

- In, semințe de (Linum usitatissimum)
- Orez (Oryza sativa)
- Orez sălbatic (genul Zizania)
- Orz (Hordeum vulgare)
- Ovăz (Avena sativa)
- Porumb (Zea mays L.)
- Secară (Secale cereale)
- Sorg (Sorghum vulgare)
- Știr (genul Amaranthus)
- Triticală (Triticale)

## Legume păstăi

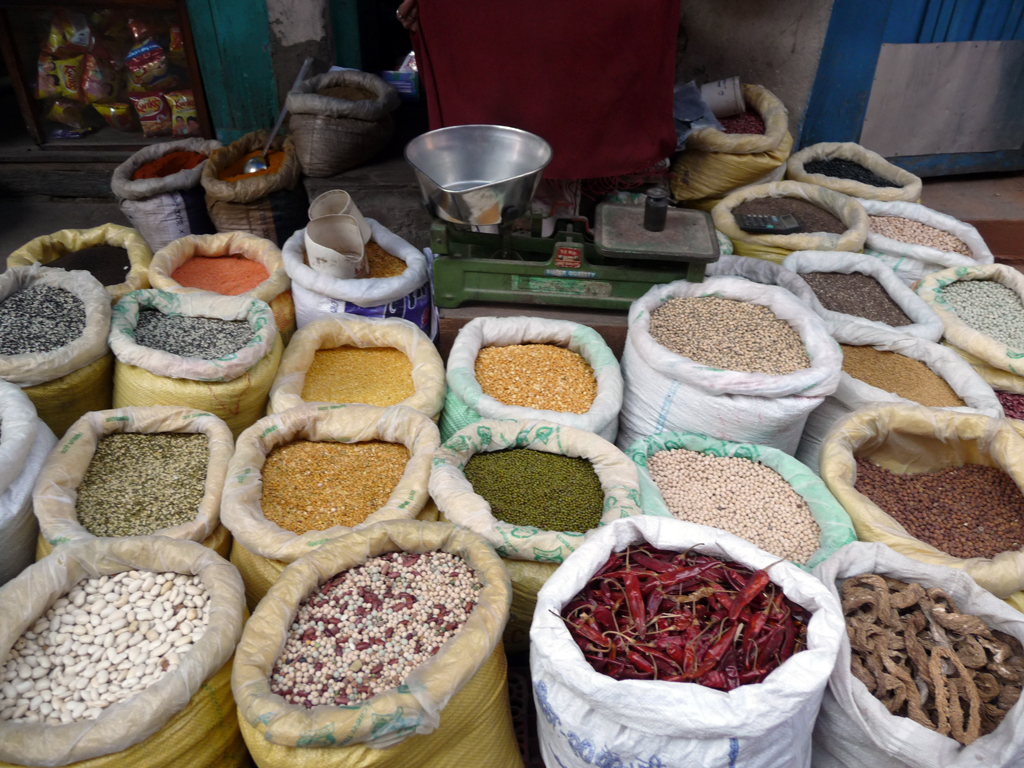
Diverse sortimente de păstăi

- Fasolă (Phaseolus vulgaris)
- Linte (Lens culinaris)
- Mazăre (Pisum sativum)
- Năut (Cicer arietinum)
- Soia (Glycine max L.)

## Nucifere

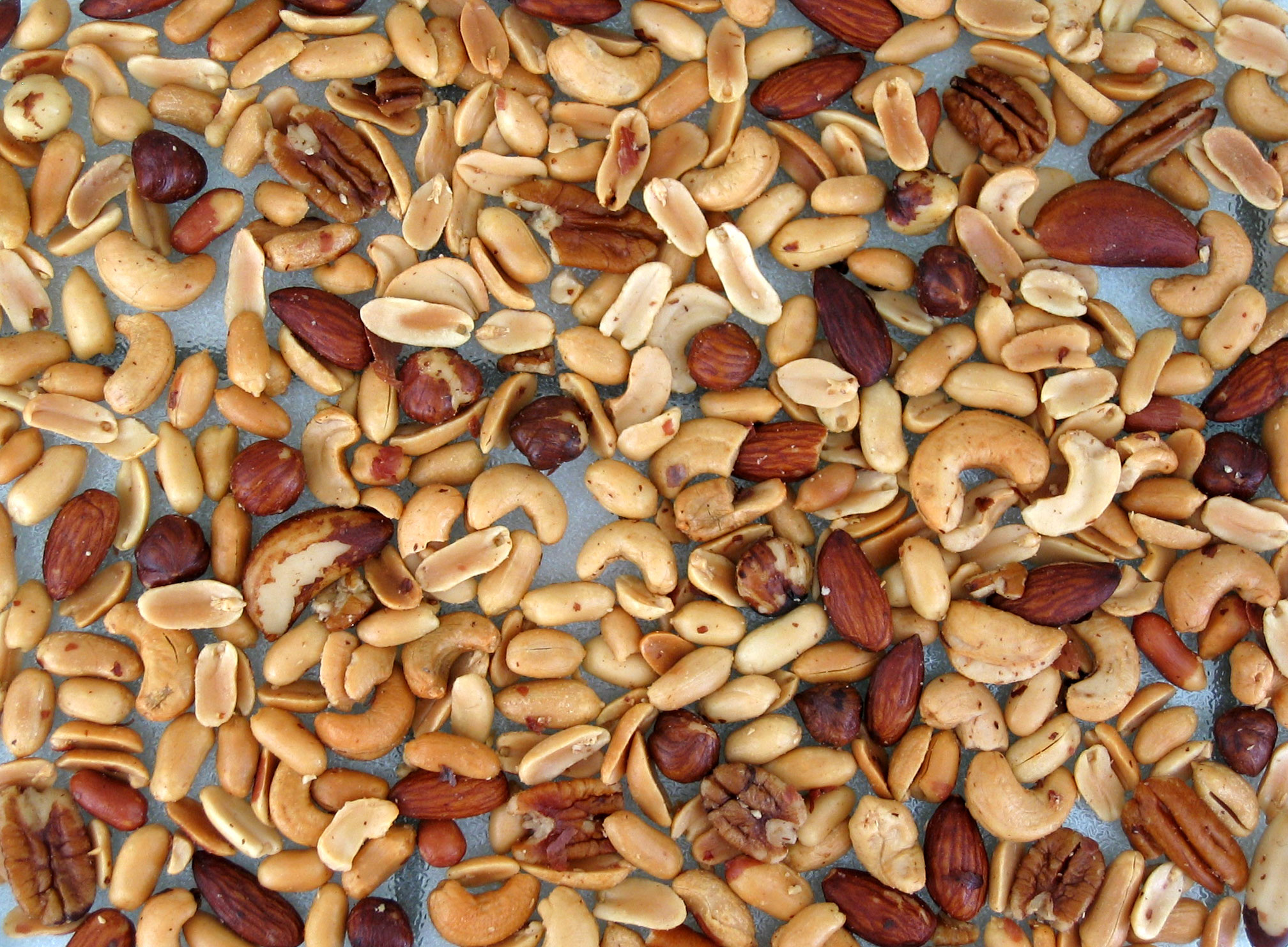
Amestec de nuci

- Alune sau Alune de padure (Corylus avellana)
- Arahidă sau alună americană (Arachis hypogaea)
- Castană (Castanea)
- Fistic (Pistacia vera L.)
- Migdală (Prunus dulcis)
- Nucă (Juglans)
- Anacard sau Nucă caju (Anacardium occidentale)
- Nucă de cocos (Cocos nucifera)
- Nucă macadamia (Macadamia tetraphylla, Macadamia ternifolia)
- Nucă de Pecan (Carya illinoinensis)

## Altele

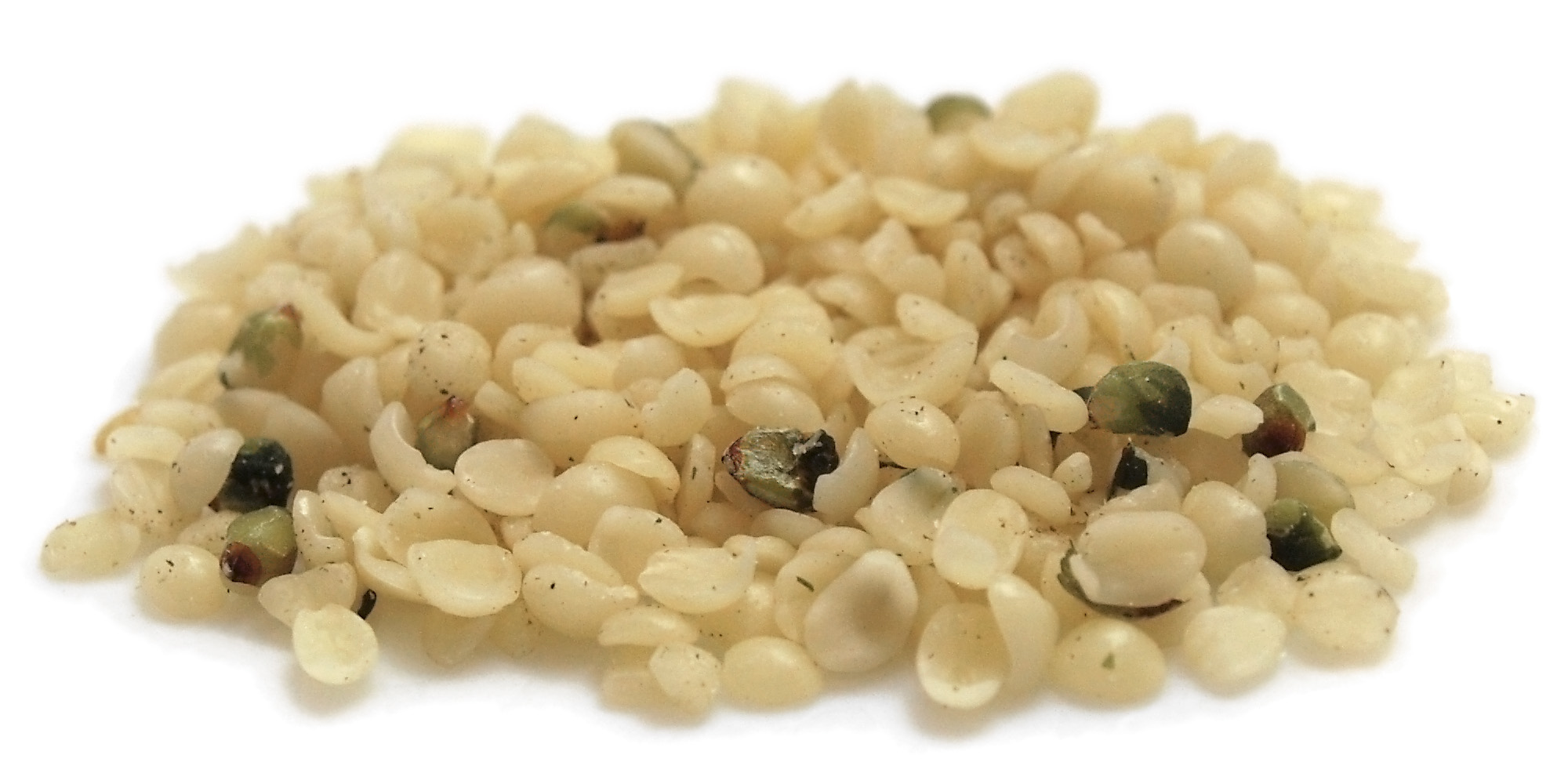
Seminţe decorticate de cânepă

- Cânepă, semințe de (Cannabis sativa)
- Chimen, semințe de (Carum carvi L.)
- Chimion, semințe de (Cuminum cyminum)
- Coriandru, semințe de (Coriandrum sativum)
- Dovleac, semințe de (genul Cucurbita)
- Floarea soarelui, semințe de (Helianthus annuus)
- Mac, semințe de (Papaver somniferum)
- Muștar alb, semințe de (Sinapis alba L., Brassica alba L., Brassica hirta L.)
- Muștar negru, semințe de (Brassica nigra)
- Pin, semințe de (Pinus silvestris)
- Schinduf, semințe de (Trigonella foenum-graecum)
- Susan, semințe de (Sesamum indicum)